# 8823
8823（八千八百二十三、はっせんはっぴゃくにじゅうさん）は自然数、また整数において、8822の次で8824の前の数である。

## 性質
- 8823 は合成数であり、約数は 1, 3, 17, 51, 173, 519, 2941, 8823 である。
  - 約数の和は12528。
- 1564番目の楔数である。1つ前は8822、次は8826。
- 各位の和が21となる511番目の数である。1つ前は8814、次は8832。

## その他 8823 に関連すること
- 『海底人8823』（かいていじんはやぶさ）は、フジテレビ系列で放映された特撮テレビ番組。
- 『8823』（ハヤブサ）は、スピッツの楽曲。アルバム『ハヤブサ』（隼）に収録。